# Луанчън
Луанчън е град в провинция Хъбей, Североизточен Китай. Населението му е 605 211 жители (прибл. оценка 2009 г.). Намира се на 55 м н.в. в часова зона UTC+8 на 20 км южно от административния център на провинцията, който се казва Шъдзяджуан. Разположен е на Китайска национална магистрала 308. Под неговата юридикция са 47 села.